# Cathédrale de la Trinité d'Alexandrov
Cette  cathédrale n’est pas la seule cathédrale de la Sainte-Trinité.
La cathédrale de la Trinité (en russe : Троицкий собор) est un édifice religieux orthodoxe du début du XVIe siècle situé dans la ville d'Alexandrov dans l'oblast de Vladimir. Elle s'est appelée cathédrale de l'Intercession jusqu'à la fin du XVIIe siècle. Elle fait partie du monastère de la Dormition de la sloboda d'Alexandrov. La cathédrale, avec ses trois galeries fermées est une construction de forme cubique. Les façades des quatre côtés sont divisées en trois parties. Quatre piliers soutiennent les voûtes. Sur un tambour ajouré par des fenêtres s'appuie une large coupole. 

## Histoire
La datation de la construction de la cathédrale de la Trinité est encore discutée. Sur base de l'étude de documents anciens sur la date de consécration le 21 décembre 1513, on constate que cette année 1513 est celle qui est le plus souvent citée pour sa construction par les historiens. Elle aurait alors été construite en même temps que d'autres églises de la sloboda d'Alexandrov sous Vassili III. L'historien d'art Sergueï Zagraevski (comme son père Wolgang Kavelmakher (1933-2004) précédemment) insiste sur cette datation et considère que c'est l'architecte italien Alosius le Jeune qui l'a conçue, tout en montrant des liens de ressemblance avec la cathédrale de l'Archange-Saint-Michel de Moscou au Kremlin. Par contre, l'historien d'art soviétique Alekseï Nekrasov (1885-1950) considérait que la première cathédrale avait été construite sous Iouri IV (1374-1433), et reconstruite par Alosius le Jeune (décédé en 1531). L'historien d'art Sergueï Podiapolski (1928-2002), quant à lui, estime que c'est sous Vassili III qu'une cathédrale en bois a été consacrée et que celle en pierre n'a été construite que dans les années 1570. Il lui attribue des ressemblances avec la cathédrale de l'Annonciation du kremlin de Moscou, reconstruite à la même époque. L'historien d'art Alexei I. Komech, sans citer de date précise, considère que l'architecture de cette cathédrale est inspirée de celle de la cathédrale de la Trinité de la laure de la Trinité-Saint-Serge à Serguiev Possad. 

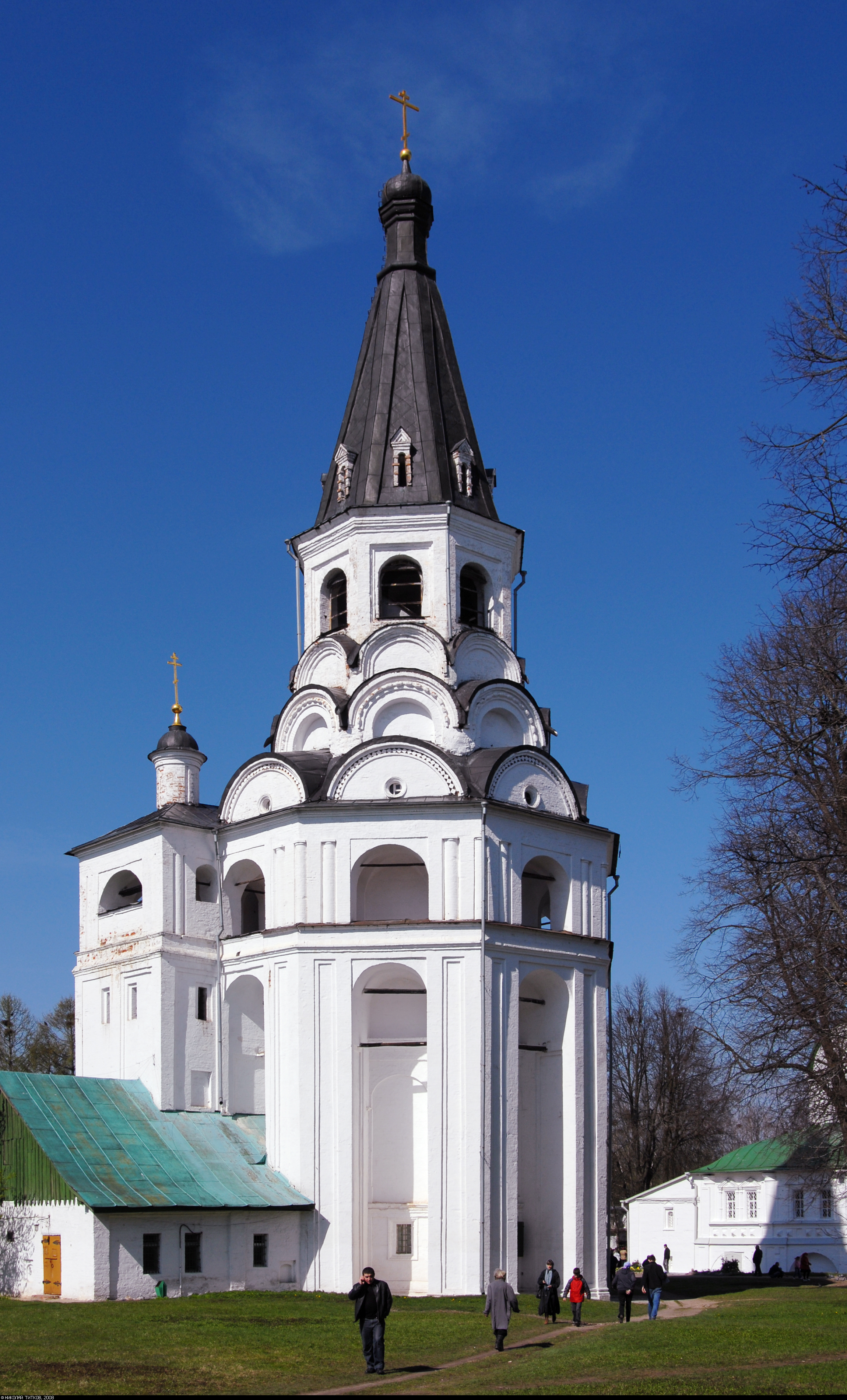
Campanile de la Crucifixion dans la sloboda d'Alexandrov.

En même temps que la cathédrale, ou peu de temps après elle, est construit le campanile au sud de celle-ci. Sous Ivan le Terrible quand la sloboda d'Alexandrov devient la capitale de son Opritchnina, le tsar ordonne de reconstruire ce campanile dédié à la Crucifixion. 
En 1570 il ordonne également d'enlever les portes de l'aile sud de la cathédrale Sainte-Sophie de Novgorod, lors du pillage par ses troupes de la ville de Veliki Novgorod, et de les installer au porche sud de la cathédrale de la Trinité dans la sloboda d'Alexandrov. Ces portes sont les éléments les plus précieux de la cathédrale de la Trinité. Elles avaient été installées à Novgorod sur commande de l'archevêque Vassili en 1336. Les scènes représentées sur celles-ci sont inspirées de la Bible de des Évangiles et ont été exécutées en dorure au feu sur cuivre. Les deux battants sont en chêne. Chaque battant est divisé en deux parties verticales composées de sept éléments. 
Ivan le Terrible a également ramené de ses expéditions les portes utilisées pour le portail occidental de la cathédrale. Elles viennent de la cathédrale de Tver. Elles avaient été exécutées au milieu du XIVe siècle sur commande de l'évêque Fédor. Leur base est recouverte de plaques lisses en laiton. La sévérité des articulations et les proportions choisies font de ces portes un chef-d'œuvre. 
Visitant la sloboda au début du XVIIe siècle, le diplomate suédois Peter Petreius n'a pas manqué de remarquer les couleurs dans lesquelles étaient peintes les pierres de la cathédrale : les unes en noir, les autres en blanc argenté, les troisièmes en jaune et dorées. Sur chacune était peinte une croix. Au cours du même siècle, au sud de l'autel, est installée une iconostase à cinq registres et une chapelle est construite dédiée à Syméon (détruite au XIXe siècle), ainsi qu'une autre au nord dédiée à Serge de Radonège. Selon l'historien d'art Victor Lazarev, c'est dans les années 1660 que la cathédrale qui s'appelait de l'Intercession a vu son nom modifié en cathédrale de la Trinité. Il constate que c'est pour cela que jusqu'à cette époque les fresques étaient consacrées uniquement à la Vierge et au lien de l'Intercession. L'église voisine de la Trinité, également située dans le monastère de la Dormition a vu son nom modifié, quant à elle, en église de l'Intercession de la Mère de Dieu. 
En 1824, aux quatre coins de la cathédrale ont été construits quatre petits dômes encore visible sur la photo prise par Sergueï Prokoudine-Gorski en 1911. Dans les années 1880, l'historien d'art Dmitrievitc Filimonof (1828-1898) et le peintre Beloussov ont réalisé d'importants travaux de restauration, ont rendu des fresques à nouveau visibles et ont modifié l'iconostase. En 1922, le pouvoir soviétique s'empare des richesses qui se trouvaient encore dans la cathédrale. Durant les années qui suivent la cathédrale est séparée du monastère et est utilisée comme entrepôt. L'architecte Piotr Baranovski a fait enlever, en 1926, les quatre coupoles ajoutées en 1824 ainsi que l'iconostase. En 1946, le pouvoir a permis que la cathédrale serve de nouveau pour le culte et elle reste alors pendant de nombreuses années le seul édifice du raïon d'Alexandrov ouvert au culte. Dans les années 1980, des travaux de restaurations sont entrepris et en 2010, sont installés les cinq registres de l'iconostase.
Au sous-sol, sous l'autel, se trouvent des tombes dont celle d'un confesseur au monastère (Corneille (1681)) et celle du général de Pierre Ier le Grand Ivan Boutourline (1739).

## Galerie

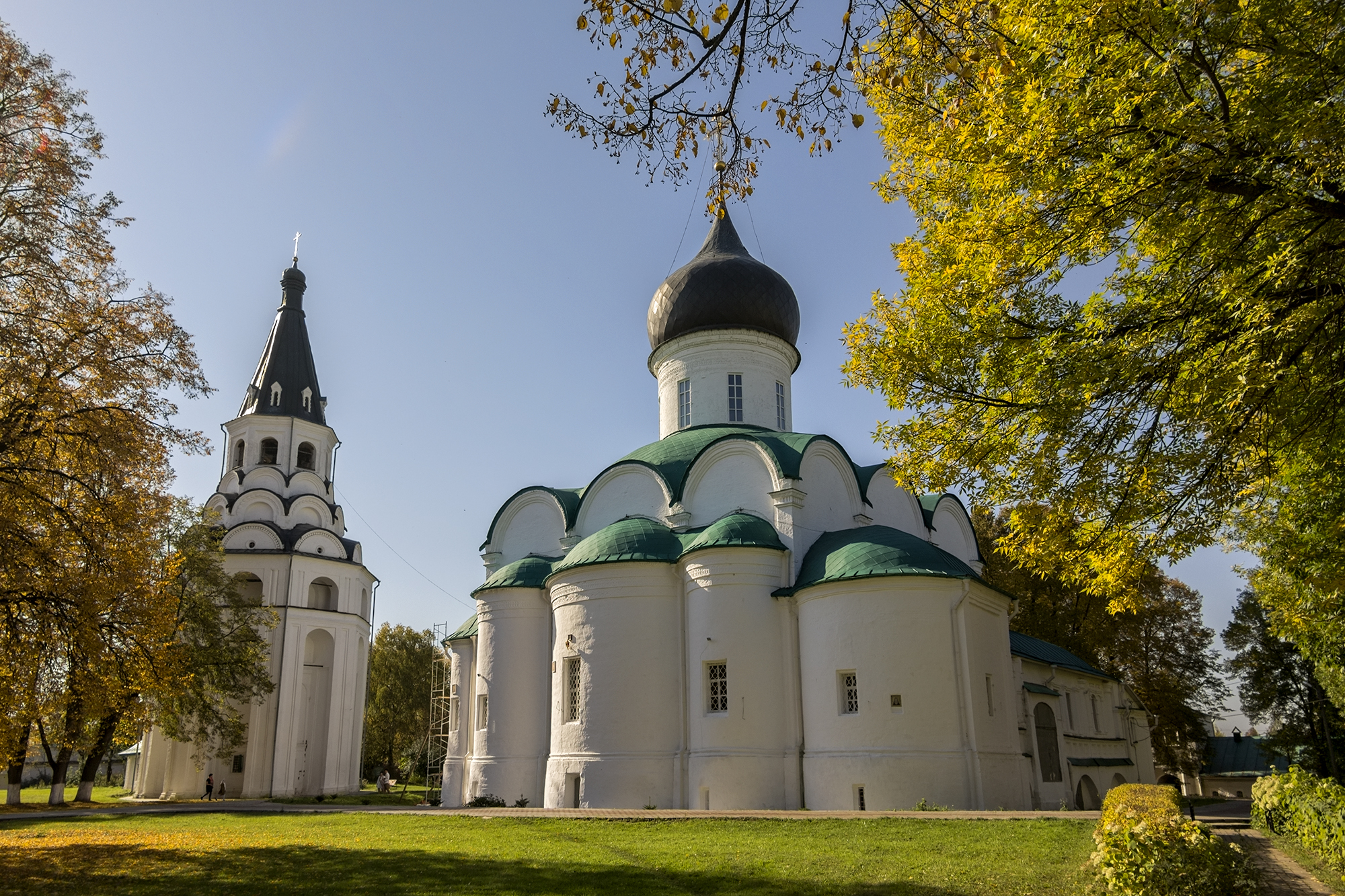
La cathédrale du monastère de la Dormition et le campanile  de la Crucifixion.
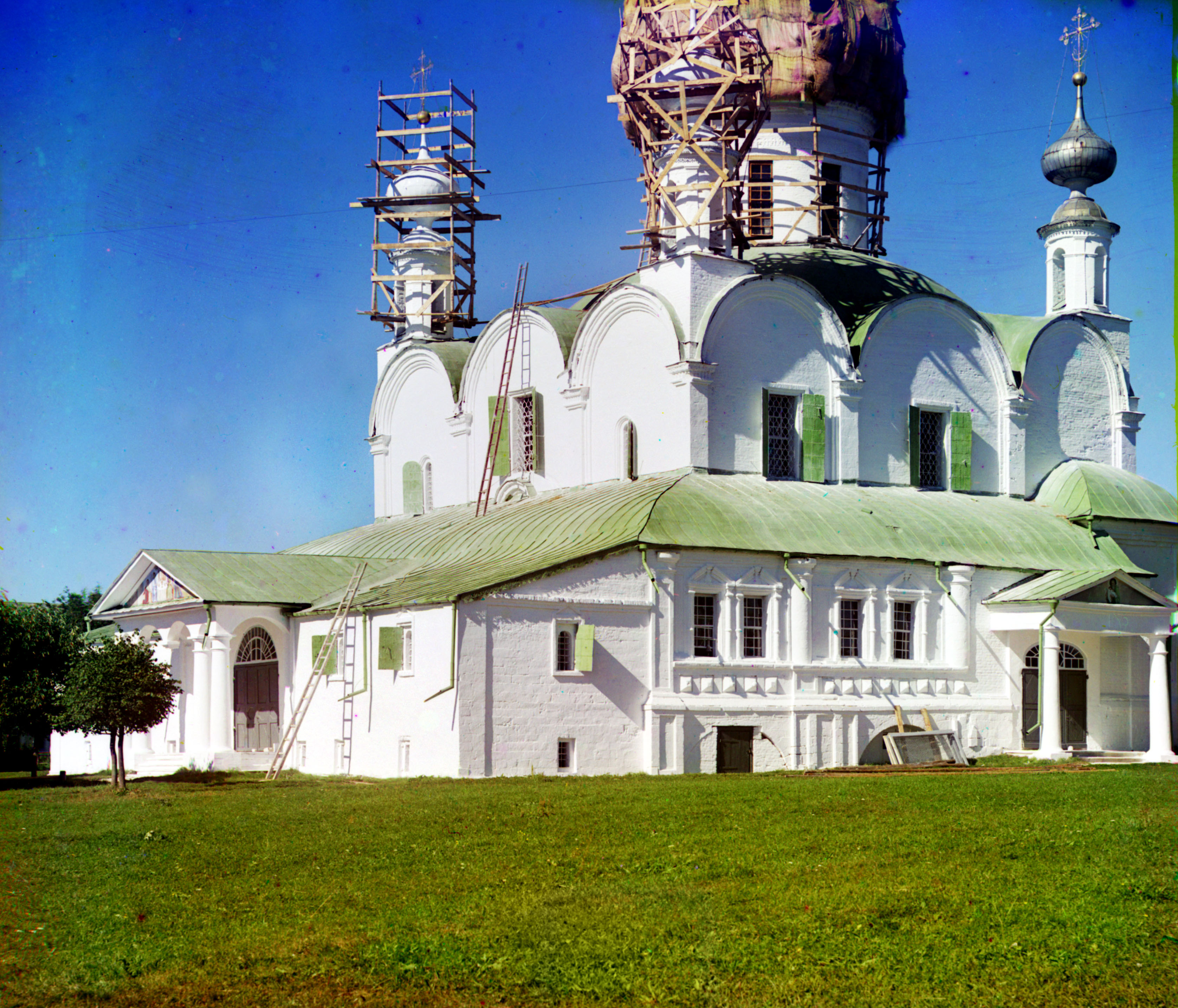
Restauration de la coupole en 1911 photographiée par Sergueï Prokoudine-Gorski.
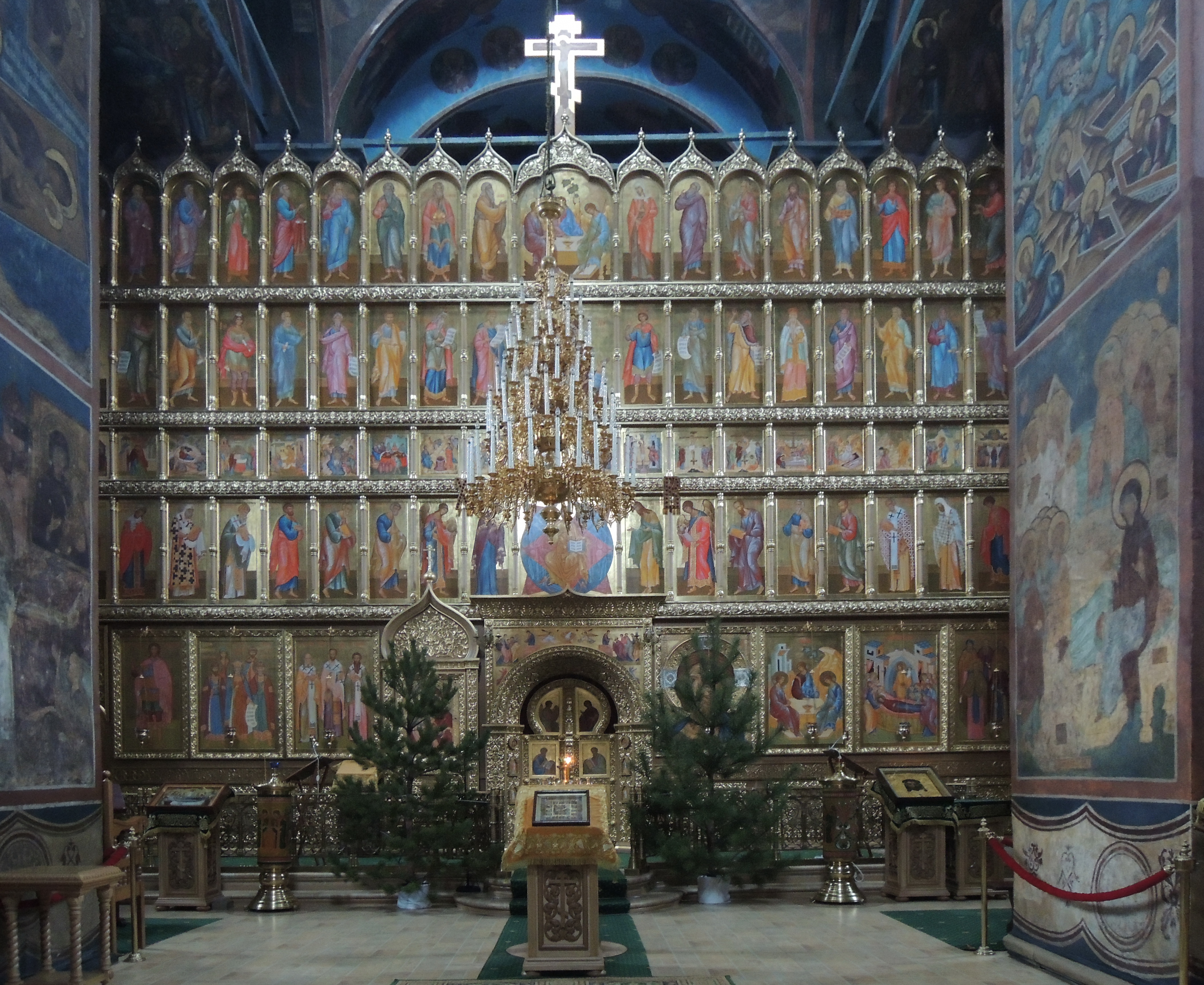
Iconostase actuelle.
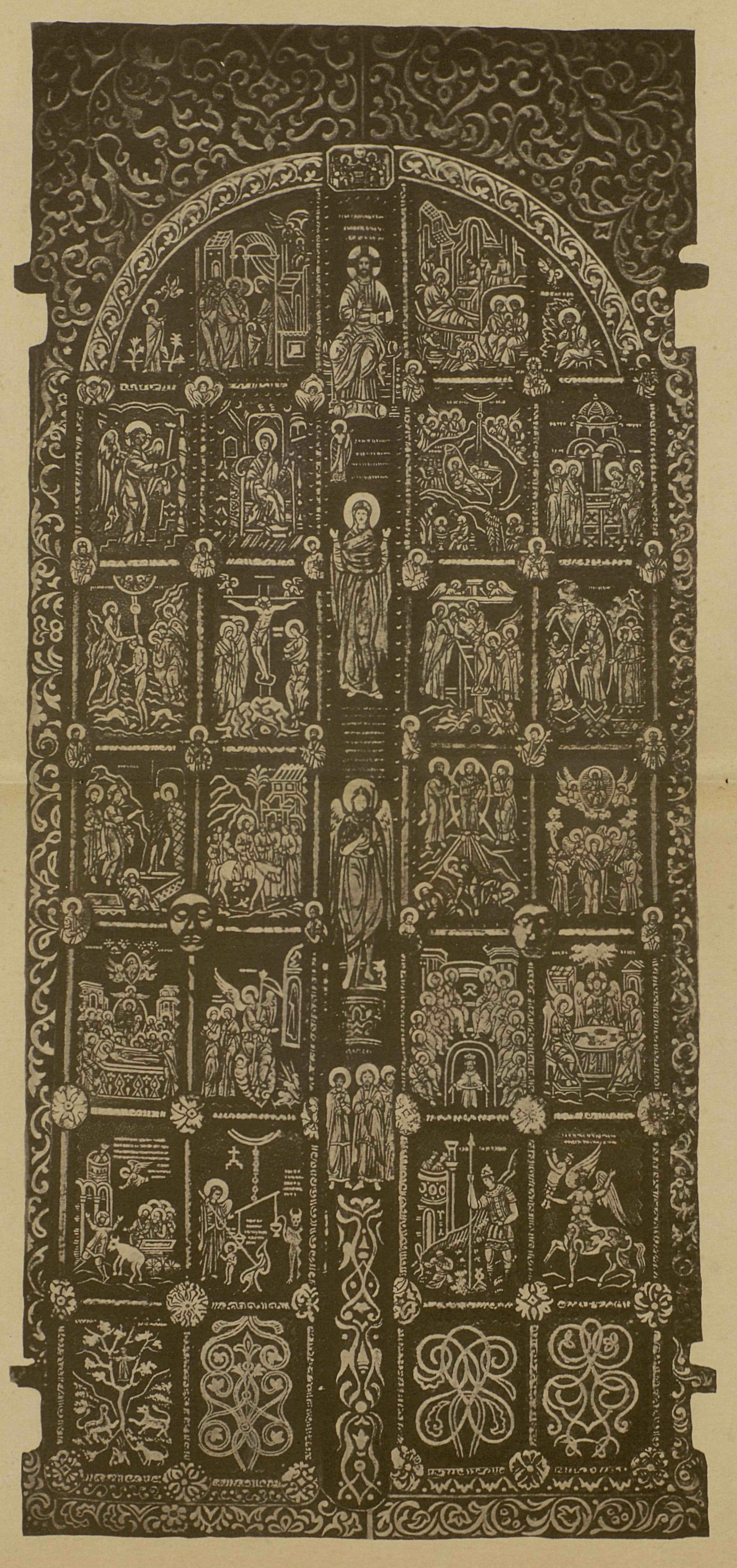
Porte sud ramenée de Veliki Novgorod après les pillages d'Ivan le Terrible.